# Bremer Presse-Club

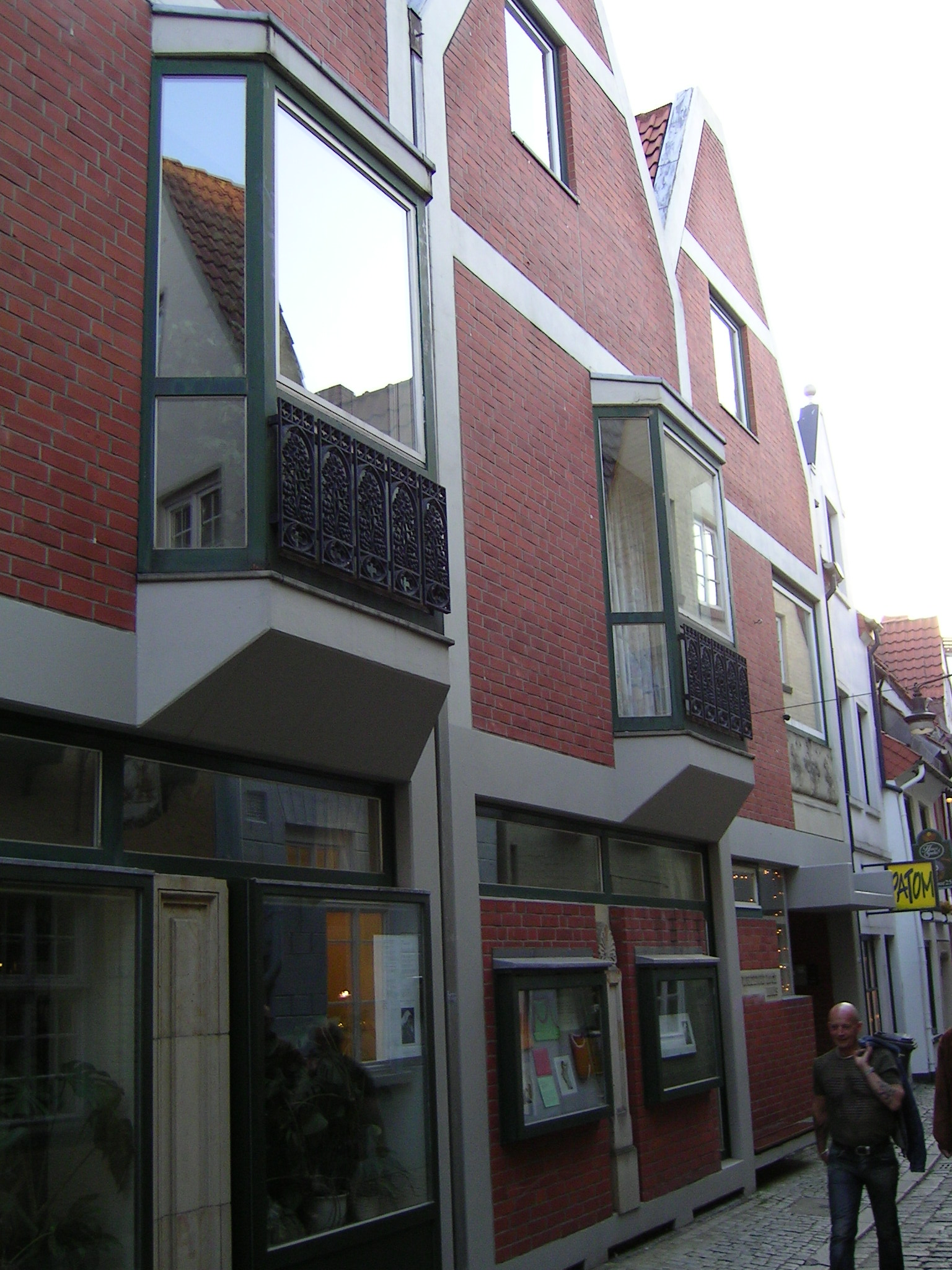
Waldemar-Koch-Haus im Schnoor

Der Bremer Presse-Club wurde 1971 in Bremen als gemeinnütziger Verein gegründet und bezog 1974 ein eigens dazu errichtetes Gebäude im Schnoor.

## Geschichte

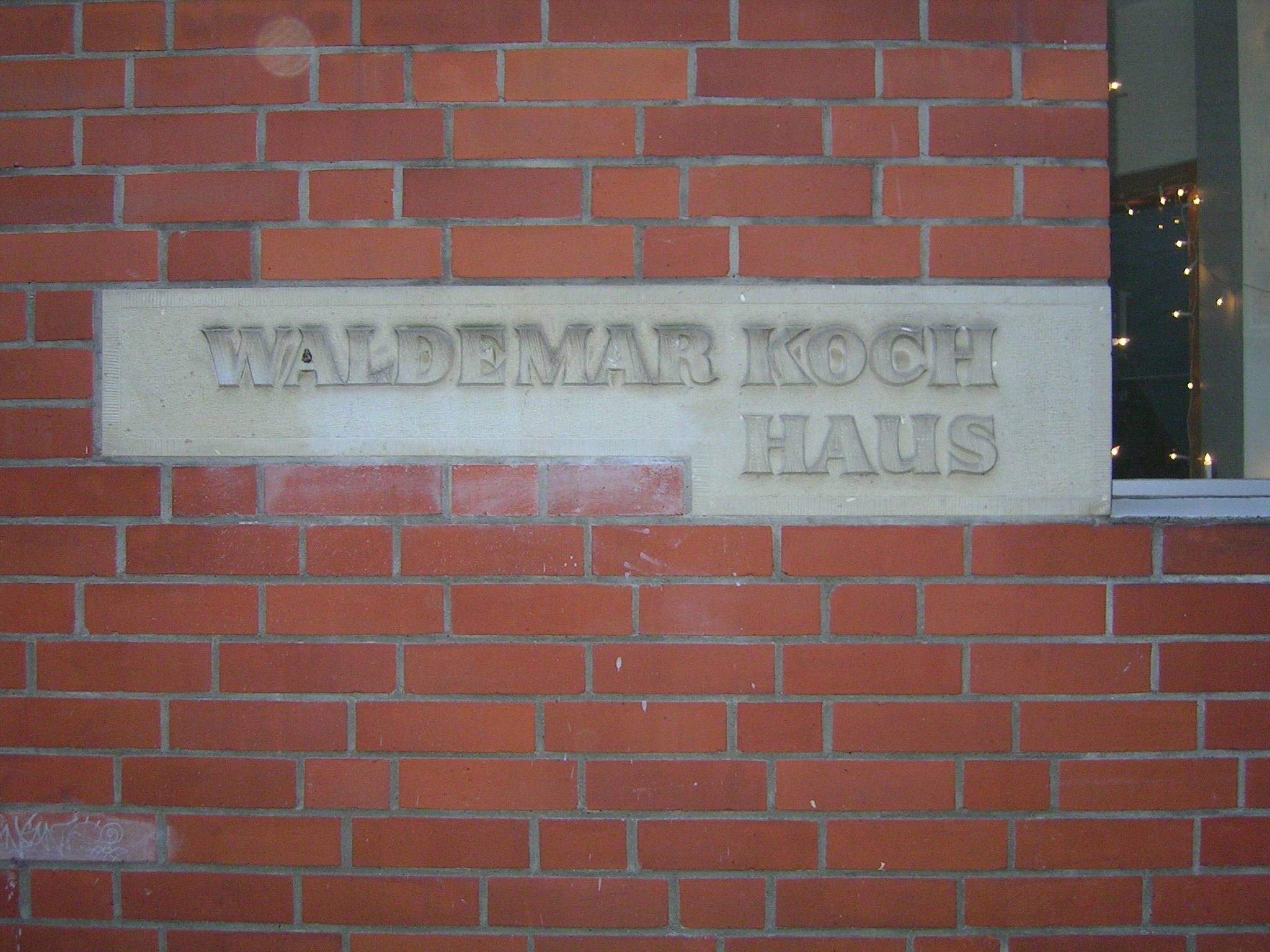
Eingang zum Bremer Presse-Club

Der Bremer Kaufmann Waldemar Koch, Senior der Firma Schmidt + Koch und seine Frau Louise stifteten 1971 durch die Waldemar-Koch-Stiftung aus Anlass seines 80sten Geburtstag den Bremer Journalisten ein Haus, das im Schnoor gebaut werden sollte. Dafür war ein Träger erforderlich. Am 3. Januar 1971 gründeten acht Bremer Journalisten (Bertram Biedermann, Karl-Heinz Gross, Manfred Reckelkamm, Walfried Rospek, Werner Schröder, Wolfgang Schumacher und Lilo Weinsheimer) den Bremer Presse-Club. Erster Vereinsvorsitzender wurde Wolfgang Schumacher. Der Verein sollte das zukünftige Waldemar-Koch-Haus verwalten und betreiben als Stätte der Begegnung, der Bildungsförderung, der Ausbildung des journalistischen Nachwuchses und der Pflege internationaler Beziehungen im Geiste der Völkerverständigung. Nach Plänen der Architektengemeinschaft Flügger und Schleuter – Preisträger eines Wettbewerbs – wurde auf dem Grundstück Schnoor 27/28 von 1972 bis 1974 das Gebäude mit 481 m² Nutzfläche erstellt. Das Waldemar-Koch-Haus steht als Bestandteil der Denkmalgruppe Schnoorviertel unter Denkmalschutz.
1990 hatte der Bremer Presse-Club inzwischen 222 persönliche und 32 kooperativer Mitglieder.

## Veranstaltungen
Im Waldemar-Koch-Haus finden Pressekonferenzen, Podiumsdiskussionen, Seminare, Vorträge, Ausstellungen, Mitgliederversammlungen und Versammlungen aus gesellschaftlichen Anlässen statt. Es ist so zu einem der Zentren bremischer Kultur und Politik geworden.

### Kooperationen
Der Bremer Presse-Club kooperiert mit der Deutschen Presseforschung in der Staats- und Universitätsbibliothek Bremen an der Universität Bremen und mit der Hermann-Ehlers-Akademie in Bremen.

### Gäste
Der Bremer Presse-Club konnte eine Reihe prominenter Gäste im Waldemar-Koch-Haus begrüßen, unter anderen (alphabetisch geordnet, Stand 1990):
Ernst Albrecht, Hans Apel, Egon Bahr, Gerhart Baum, Kurt Biedenkopf, Willy Brandt, Karl Carstens, Klaus von Dohnanyi, Herbert Ehrenberg, Hans Friedrich, Anke Fuchs, Liselotte Funcke, Hans-Dietrich Genscher, Julius Hackethal, Hildegard Hamm-Brücher, Karl-Günther von Hase, Karl Holzamer, Udo Jürgens, Hans-Ulrich Klose, Helmut Kohl, Hanna-Renate Laurien, Walther Leisler Kiep, Hans Matthöfer, Ulf Merbold, Wolfgang Mischnick, Asher Ben-Natan, Otto Prokop, Will Quadflieg, Annemarie Renger, Marie Schlei, Helmut Schmidt, Jürgen Schmude, Helga Schuchardt, Gerold Tandler, Horst Teltschik, Gyula Trebitsch, Herbert Wehner, Richard von Weizsäcker.